# بلویل (آرکانزاس)
بلاویلی (آرکانزاس) (به انگلیسی: Belleville, Arkansas) یک شهر در ایالات متحده آمریکا با جمعیت ۳۷۱ نفر است که در آرکانزاس واقع شده‌است.

## موقعیت جغرافیایی
موقعیت جغرافیایی شهرها و مناطق اطراف به شرح زیر است: